# 28 Korpus Pancerny (ZSRR)
28 Korpus Pancerny (ros. 28-й танковый корпус) – jednostka pancerna Armii Czerwonej z okresu II wojny światowej.
28 Korpus Pancerny (28 KPanc.) sformowany został rozkazem z 23 czerwcu 1942. Brał udział w bitwie pod Stalingradem, z powodzeniem atakując w rejonie rzeki Don 3 i 60 Dywizję Piechoty. Rozkazem z 12 października 1942 został przeorganizowany w 4 Korpus Zmechanizowany.

## Dowództwo korpusu
Dowódcy: 
- gen. mjr Georgij Rodin[3] (13.07.1942 - 10.09.1942)[1].

Szefowie sztabu:
- płk Aleksandr Poszkus (16.07.1942 - 18.09.1942)[1].

## Struktura organizacyjna
- 39 Brygada Pancerna,
- 55 Brygada Pancerna,
- 56 Brygada Pancerna,
- 32 Brygada Piechoty Zmotoryzowanej[1].